# Dirck Volckertsz Coornhert

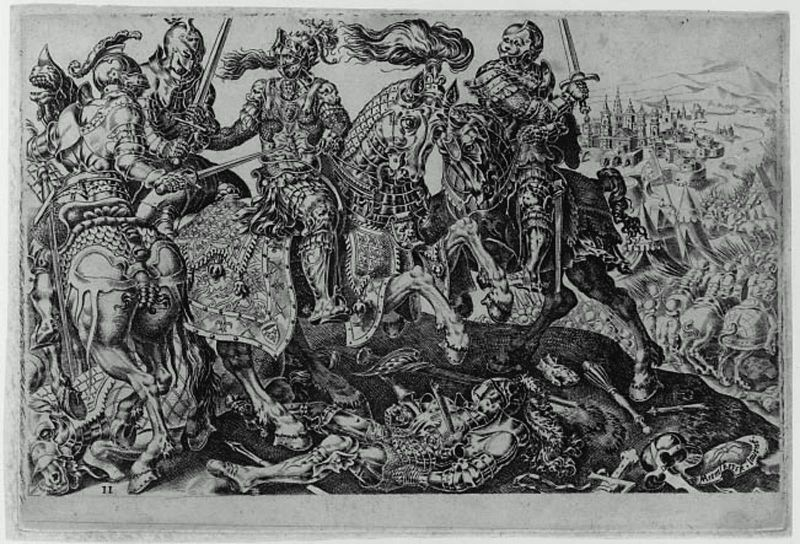
Carlos V conquista a Tunísia

Dirck Volckertszoon Coornhert (1522 – 29 de outubro de 1590), também conhecido como Theodore Cornhert, foi um escritor, filósofo, tradutor, político, teólogo e artista holandês. Coornhert é frequentemente considerado o Pai do Renascimento nos Países Baixos.
Maarten van Heemskerck havia acabado de retornar da Itália e impressionou Coornhert com seu trabalho. Coornhert tornou-se gravador em cobre e produziu obras em colaboração com Heemskerck, que se tornaram populares.
Depois de aprender latim em 1552, Coornhert publicou traduções holandesas de Cícero , Sêneca e Boécio. Sua tradução de 1562 dos primeiros doze livros da Odisseia de Homero é uma das primeiras grandes obras da poesia renascentista holandesa. Ele foi nomeado secretário da cidade de Haarlem (1562) e secretário dos burgomestres (1564). Lançando-se na Guerra dos Oitenta Anos, ele elaborou o manifesto de Guilherme I, Príncipe de Orange (1566).
De acordo com o Rijksbureau voor Kunsthistorische Documentatie, seus alunos foram Hendrick Goltzius, Philip Galle e Cornelis Cort.
Quando morreu, em 1590, sua tradução holandesa do Novo Testamento (seguindo a versão latina de Erasmo) estava inacabada. Suas obras reunidas em prosa e verso foram publicadas em 1630, em três volumes.
Isaac D'Israeli chamou-o de "um dos pais da literatura holandesa e até mesmo das suas artes".

## Ver Também
- História da Pintura
- Pintura do Renascimento
- Renascimento flamengo